# Robin Teverson, Baron Teverson
Robin Teverson, Baron Teverson (n. 31 martie 1952) este un om politic britanic, membru al Parlamentului European în perioada 1994-1999 din partea Regatului Unit.
1. ↑  Robin Teverson, Baron Teverson, The Peerage, accesat în 9 octombrie 2017
2. ↑  The Peerage
3. ↑  Companies House, accesat în 12 decembrie 2021
4. ↑  Companies House, accesat în 14 aprilie 2022
5. ↑  Companies House, accesat în 15 aprilie 2022
6. ↑  Deputații în Parlamentul European